# Lee Addy
Lee Addy (ur. 7 lipca 1990) – ghański piłkarz grający na pozycji lewego obrońcy.

## Kariera klubowa
Pierwszym profesjonalnym klubem w karierze Addy’ego była Nania FC. W połowie 2008 roku został piłkarzem klubu Bechem Chelsea i wtedy też zadebiutował w jego barwach w pierwszej lidze ghańskiej. W 2008 roku został uznany najlepszym obrońcą ligi Ghany. Następnie grał w: FK Crvena zvezda, Dalian A’erbin, Dinamie Zagrzeb, NK Lokomotiva Zagrzeb, FK Čukarički i Lusaka Dynamos.

## Kariera reprezentacyjna
W dorosłej reprezentacji Ghany Addy zadebiutował 30 września 2009 roku w przegranym 0:2 towarzyskim spotkaniu z Argentyną. W 2010 roku został powołany do kadry na Puchar Narodów Afryki 2010.